# Сурбо
Сурбо (итал. Surbo) — коммуна в Италии, располагается в области Апулия, в провинции Лечче.
Население составляет 13 576 человек (2008 г.), плотность населения составляет 636 чел./км². Занимает площадь 20 км². Почтовый индекс — 73010. Телефонный код — 0832.
Покровителем коммуны почитается священномученик Оронций, епископ, празднование 2 октября.

## Демография
Динамика населения:

## Администрация коммуны
- Официальный сайт: http://www.comune.surbo.le.it/